# Jansher Khan
Jansher Khan (in urdu جان شیر خان‎?; Peshawar, 15 giugno 1969) è un giocatore di squash pakistano del circuito professionistico. È ampiamente considerato come uno dei più grandi giocatori di squash di tutti i tempi. Durante la sua carriera ha vinto il World open otto volte, e il British Open sei.

## Biografia
Jansher proveniva da una famiglia di giocatori di squash "in pensione". Suo fratello Mohibullah Khan, era stato uno dei più grandi campioni nella professionisti di squash. Un altro fratello, Atlas Khan, era stato un grande giocatore non professionista.
Jansher vinse il Campionato Mondiale Junior nel 1986. Ha fatto anche domanda per essere ammesso nella categoria man. Al momento, però, la scena era dominata da un altro giocatore pakistano Jahangir Khan. Al World Open nel 1986, infatti, si confermò per Jansher l'inferiorità rispetto al grande campione pakistano. Dal 1987 in poi, Jahangir non sarebbe stato più in grado di sconfiggere Jansher, e ciò trasformò lo squash in uno sport dominato non da una, bensì da due leggende. Jahangir ha vinto il primo incontro contro Jansher all'inizio della stagione 1986-1987. Jansher quindi ebbe finalmente la sua prima vittoria su Jahangir nel settembre 1987, battendo Jahangir nella semifinale dell'Hong Kong Open. Jansher batté poi Jahangir in tutti gli otto incontri che disputarono più tardi. Uno di questi fu una vittoria nelle semifinali del Mondiale green del 1987, a seguito della quale Jansher vinse il suo primo titolo mondiale battendo l'australiano Chris Dittmar in finale. Jahangir tornò a vincere nel 1988. Nel marzo dello stesso anno conquistò la sua prima vittoria su Jansher dopo la precedente di settembre, e andò poi a vincere 11 delle loro 15 partite disputate in seguito, di cui si ricorda principalmente una vittoria al World Open del 1988. La rivalità tra Jansher e Jahangir sarebbe durata dalla fine degli anni 1980, fino ai primi anni 1990. La coppia si è scontrata in totale 37 volte: Jansher ha vinto 19 partite (74 partite e 1 426 punti) e Jahangir 18 partite (79 partite e 1 459 punti). Quando Jahangir raggiunse il crepuscolo della sua carriera, Jansher rimase l'unico giocatore dominante nel gioco a metà degli anni 1990. Ha vinto un totale di otto World open, l'ultimo nel 1996. Jansher ha annunciato ufficialmente il suo ritiro dallo squash nel 2001. Ha vinto un totale di 99 titoli professionistici ed è stato campione mondiale per più di sei anni.
Nel luglio del 2006, venne accusato di molestie verso una donna e la sua famiglia.
Nel mese di agosto 2007, Jansher ha annunciato che avrebbe ripreso a giocare in un torneo Professional Squash Association londinese nell'ottobre 2007. Jansher ha spiegato in una conferenza stampa il motivo del suo ritorno così improvviso dichiarato: "io mi sento mentalmente e fisicamente idoneo a svolgere tornei internazionali per altri tre o quattro anni".